# Třída Endurance
Třída Endurance je třída tankových výsadkových lodí singapurského námořnictva. Jedná se o víceúčelová plavidla pro velení, zásobování, výsadkové operace. Skládá se ze čtyř jednotek postavených pro Singapur a jedné pro Thajsko. Ve službě je tato třída od roku 2000.

## Stavba
Plavidla navrhla domácí loděnice Singapore Technologies Marine (ST Marine). Stavba probíhala v letech 1997–2001, přičemž čtveřice postavených lodí, pojmenovaných Endurance (207), Resolution (208), Persistence (209) a Endeavour (210), byla do služby zařazena v letech 2000–2001.
V roce 2008 si jednu loď této třídy objednalo Thajsko. Výsadková loď HTMS Angthong (LPD 791) byla dokončena roku 2012.
Jednotky třídy Endurance:
| Jméno                   | Založení kýlu | Spuštěna    | Vstup do služby | Status  |
| ----------------------- | ------------- | ----------- | --------------- | ------- |
| Endurance (207)         | březen 1997   | březen 1998 | 18. března 2000 | aktivní |
| Resolution (208)        | -             | srpen 1998  | 18. března 2000 | aktivní |
| Persistence (209)       | -             | březen 1999 | 7. dubna 2001   | aktivní |
| Endeavour (210)         | -             | únor 2000   | 7. dubna 2001   | aktivní |
| HTMS Angthong (LPD 791) |               | březen 2011 | 19. dubna 2012  | aktivní |

## Konstrukce

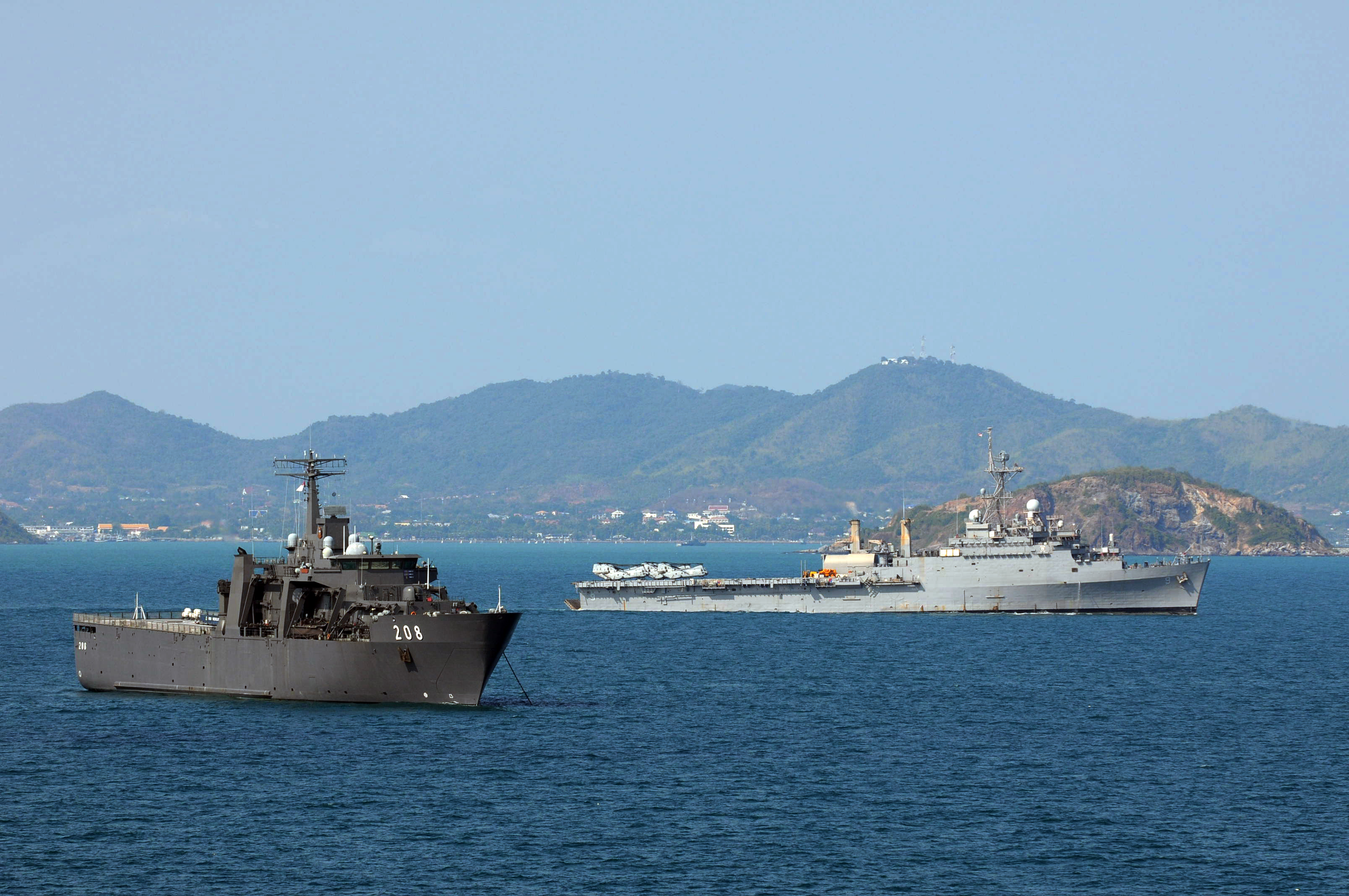
Jednotky třídy Endurance, vpravo americká výsadková loď USS Denver

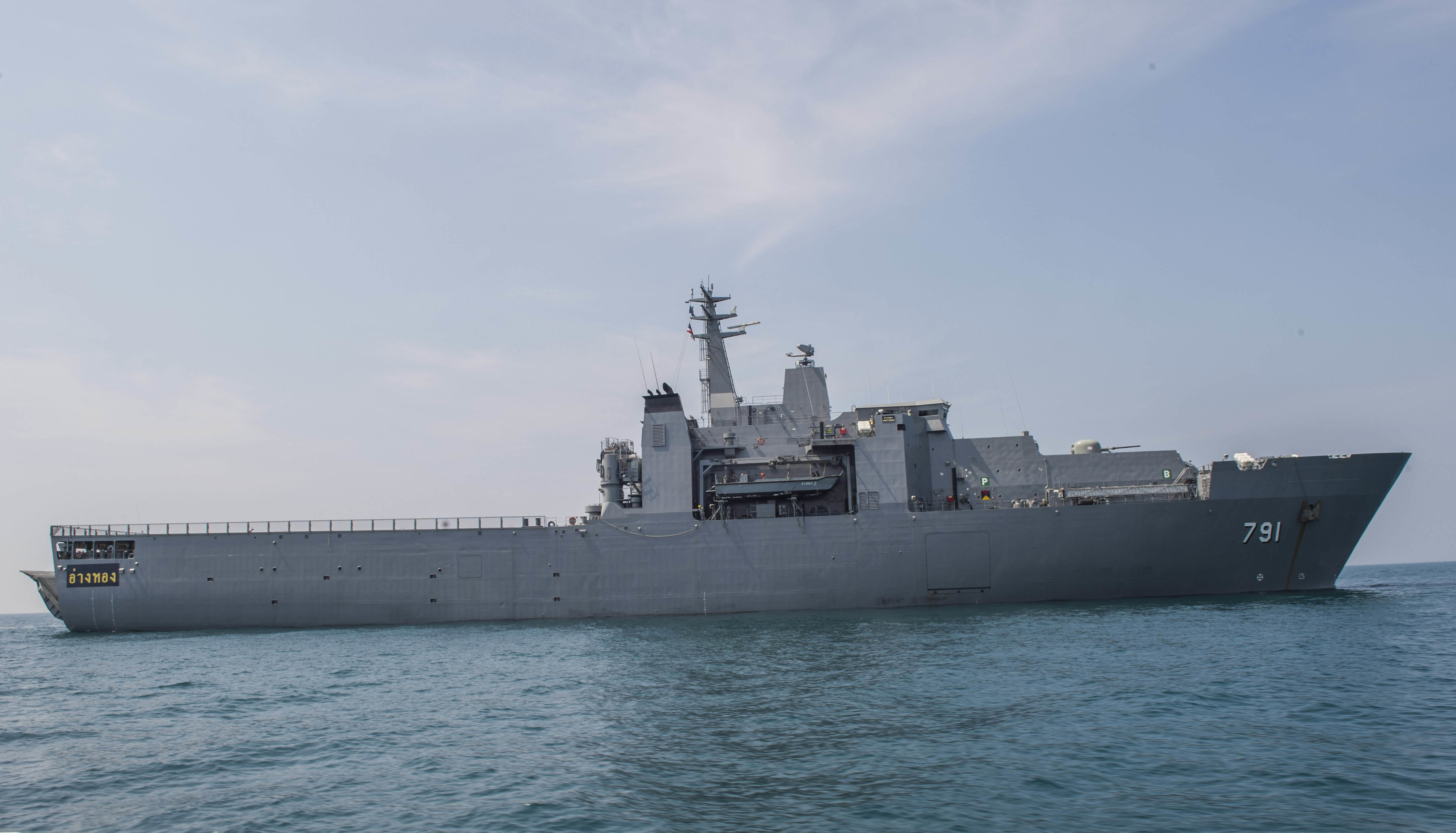
Angthong (LPD 791)

Jedna loď může přepravit 20 tanků, 18 dalších vozidel, náklad a 350 vojáků. K jejich výsadku slouží čtyři 13m a dva 25m vyloďovací čluny. Vozidla na palubu najíždí příďovou rampou a během vylodění je mohou přepravovat i čluny, vyplouvajících z palubního doku na zádi.
V dělové věži na přídi je umístěn 76mm kanón OTO Melara Super Rapid o délce hlavně 62 ráží. Hlavňovou výzbroj doplňuje pět 12,7mm kulometů. K bodové protivzdušné obraně slouží dva dvojnásobné protiletadlové raketové komplety SIMBAD pro střely Mistral. Na zádi je přistávací plošina a hangár pro dva transportní vrtulníky.
Pohonný systém tvoří dva dieselové motory Ruston 16RK 270. Nejvyšší rychlost přesahuje 15 uzlů.

## Operační služba
Singapurská plavidla byla nasazena v rámci humanitární pomoci po zemětřesení v roce 2004. Nasazeny byly též v Adenské zálivu v rámci protipirátských operací.